# العلاقات المنغولية الموزمبيقية
العلاقات المنغولية الموزمبيقية هي العلاقات الثنائية التي تجمع بين منغوليا وموزمبيق.

## مقارنة بين البلدين
هذه مقارنة عامة ومرجعية للدولتين:
| وجه المقارنة                                              | منغوليا         | موزمبيق          |
| --------------------------------------------------------- | --------------- | ---------------- |
| المساحة (كم2)                                             | 1.57 مليون      | 801.59 ألف       |
| عدد السكان (نسمة)                                         | 3.08 مليون      | 29.67 مليون      |
| الكثافة السكانية (ن./كم²)                                 | 1.96            | 37.01            |
| العاصمة                                                   | أولان باتور     | مابوتو           |
| اللغة الرسمية                                             | اللغة المنغولية | اللغة البرتغالية |
| العملة                                                    | توغروغ منغولي   | متكال موزمبيقي   |
| الناتج المحلي الإجمالي (بليون دولار)                      | 11.49 مليار     | 12.33 مليار      |
| الناتج المحلي الإجمالي (تعادل القوة الشرائية) بليون دولار | 36.16 مليار     | 33.35 مليار      |
| الناتج المحلي الإجمالي الاسمي للفرد دولار أمريكي          | 3.97 ألف        | 529              |
| الناتج المحلي الإجمالي للفرد دولار أمريكي                 | 11.95 ألف       | 1.13 ألف         |
| مؤشر التنمية البشرية                                      | 0.727           | 0.416            |
| رمز المكالمات الدولي                                      | +976            | +258             |
| رمز الإنترنت                                              | .mn             | .mz              |
| المنطقة الزمنية                                           | ت ع م+08:00     | ت ع م+02:00      |

## منظمات دولية مشتركة
يشترك البلدان في عضوية مجموعة من المنظمات الدولية، منها:
| علم المنظمة | اسم المنظمة                               | تاريخ انضمام منغوليا | تاريخ انضمام موزمبيق |
| ----------- | ----------------------------------------- | -------------------- | -------------------- |
|             | الاتحاد البريدي العالمي                   | ?                    | ?                    |
|             | مؤسسة التنمية الدولية                     | 14 فبراير 1991       | 24 سبتمبر 1984       |
|             | منظمة حظر الأسلحة الكيميائية              | ?                    | ?                    |
|             | منظمة التجارة العالمية                    | ?                    | ?                    |
|             | الأمم المتحدة                             | 27 أكتوبر 1961       | 16 سبتمبر 1975       |
|             | وكالة ضمان الاستثمار متعدد الأطراف        | 21 يناير 1999        | 23 نوفمبر 1994       |
|             | منظمة الشرطة الجنائية الدولية             | ?                    | ?                    |
|             | مؤسسة التمويل الدولية                     | 14 فبراير 1991       | 24 سبتمبر 1984       |
|             | الاتحاد الدولي للاتصالات                  | 27 أغسطس 1964        | 4 نوفمبر 1975        |
|             | البنك الدولي للإنشاء والتعمير             | 14 فبراير 1991       | 24 سبتمبر 1984       |
|             | المركز الدولي لتسوية المنازعات الاستشارية | 14 يوليو 1991        | 7 يوليو 1995         |
|             | يونسكو                                    | 1 نوفمبر 1962        | 11 أكتوبر 1976       |

## وصلات خارجية
- موقع وزارة الخارجية المنغولية
- موقع وزارة الخارجية الموزمبيقية